# Yves Le Cozannet (homme politique, 1898-1996)
Pour les articles homonymes, voir Yves Le Cozannet.
Yves Le Cozannet, né le 28 janvier 1898 à Penvenan (Côtes-du-Nord) et mort le 10 avril 1996 à Lannion (Côtes-d'Armor), est un homme politique français.

## Biographie
Agriculteur de profession, il s’engage à partir de 1922 dans des organisations professionnelles agricole. Il prend des responsabilités dans différents syndicats, puis dans des instances départementales jusqu’à la fin de sa carrière en 1964. Sous l'Occupation, il est ainsi syndic départemental de la Corporation paysanne. Puis il est élu président de la chambre d'agriculture des Côtes-du-Nord de 1949 à 1961 et président de la chambre régionale de 1959 à 1964.
En parallèle, il mène une carrière politique locale active. En 1927, il fait son entrée au conseil municipal de Minihy-Tréguier où il sera élu jusqu’en 1959. Il est maire de cette commune de 1929 à 1944.
À la faveur d’une élection partielle en 1930, il devient député de Lannion en étant élu sous l’étiquette du Parti démocrate populaire, mais n’est pas réélu lors des élections législatives de 1932. Écarté de la liste du MRP lors des élections législatives de 1946[Lequel ?]|date=septembre 2016, il se retrouve en troisième position de la liste de « concertation républicaine » menée par René Pleven lors du scrutin de 1951. Il est alors élu à l’Assemblée nationale et siège dans le groupe des Républicains indépendants. Il ne se représente pas en 1956. Il a pris une part active au Comité d'étude et de liaisons des intérêts bretons.
Son fils, Yves Le Cozannet, a été sénateur des Côtes-du-Nord de 1980 à 1989.

## Mandats
Député
- 13 avril 1930 - 31 mai 1932 : député des Côtes-du-Nord
- 17 juin 1951 - 1er décembre 1955 : député des Côtes-du-Nord

Conseiller municipal
- 1927 - 1929 : conseiller municipal de Minihy-Tréguier (Côtes-du-Nord)
- 1929 - 1944 : maire de Minihy-Tréguier
- 1944 - 1959 : conseiller municipal de Minihy-Tréguier

## Sources
- « Yves Le Cozannet (homme politique, 1898-1996) », dans le Dictionnaire des parlementaires français (1889-1940), sous la direction de Jean Jolly, PUF, 1960 [détail de l’édition]